# Палацо Борджия
Палацо Борджия (на италиански: Palazzo Borgia), Палацо Весковиле (на италиански: Palazzo Vescovile) – кардиналски дворец в Пиенца, близо да Палацо Пиколомини. Старият готически дворец е дарение на папа Пий II на кардинал Родриго Борджия (късния папа Александър VI), по това време негов най-близък сътрудник и най-добър помощник.
Фасадата е скромна и се характеризира с тясна врата и два реда прозорци. На един от ръбовете на сградата има изглед към Корсо дел Роселино с герб на семейство Борджия.